# Pretty Little Liars (7.ª temporada)
A sétima e última temporada de Pretty Little Liars, baseada nos livros de mesmo nome criados por Sara Shepard, estreou em 21 de junho de 2016 nos Estados Unidos, transmitida através do canal de televisão pago Freeform. Em 10 de junho de 2014, a antiga ABC Family renovou a série para uma sexta e sétima temporada, composta por 20 episódios cada, se tornando a maior série do canal. As filmagens da sétima temporada começaram em 8 de abril de 2016.
Em 29 de agosto de 2016, foi oficialmente anunciado o término da série após o fim da sétima temporada. Filmagens da série foram finalizadas oficialmente em 26 de outubro de 2016.
No Brasil estreou no dia 21 de Dezembro de 2017, assim como a temporada anterior, sendo transmitido através do serviço de streaming Netflix.
A sétima temporada recebeu críticas positivas de vários críticos e teve em média 1.11 milhões de telespectadores por episódio, e atingiu um rating de 0.6. A estreia foi assistida por 1.43 milhões de telespectadores, enquanto o final foi visto por 1.41 milhões de telespectadores.

## Sinopse
Depois de anos sendo perseguidas e intimidadas pelo misterioso "A" - primeiro, a original "A"; mais tarde pela grande "A"; E agora por seu mais novo atormentador "A.D." - Aria, Spencer, Hanna, Emily e Alison estão desesperadas para terminar o jogo antes que ele acabe com elas e dar um fim nisso de uma vez por todas. Hanna está assustada depois de seu sequestro, Aria é assombrada pelo passado de Ezra, Spencer toma uma decisão impulsiva, a vida de Ali está por um fio, e Emily busca conforto em uma ex. Essa temporada cheia de voltas ao lar e reuniões é a mais fatal e mais romântica até agora. Os transtornos românticos envolvem "Ezria", "Spaleb" e "Haleb", enquanto a lista de suspeitos para "Uber A" está crescendo. Depois de terem cometido o maior erro de suas vidas, as mentirosas se juntam para descobrir respostas – incluindo quem matou Jessica e Charlotte DiLaurentis – na jornada para a pergunta final: quem, por Deus, é "A.D."? Mentiras passadas e segredos sujos vêm à tona nos últimos episódios da série de suspense esmagador que transformou entretenimento, moda e fãs.

## Elenco e Personagens
| - Troian Bellisario como Spencer Hastings / Alex Drake (20/5 episódios) - Ashley Benson como Hanna Marin (20 episódios) - Tyler Blackburn como Caleb Rivers (15 episódios) - Lucy Hale como Aria Montgomery (20 episódios) - Ian Harding como Ezra Fitz (15 episódios) - Laura Leighton como Ashley Marin[A] (3 episódios) - Shay Mitchell como Emily Fields (20 episódios) - Andrea Parker como Mary Drake e Jessica DiLaurentis (10/2 episódios) - Janel Parrish como Mona Vanderwaal (11 episódios) - Sasha Pieterse como Alison DiLaurentis (17 episódios) | - Nicholas Gonzalez como Marco Furey (12 episódios) - Keegan Allen como Toby Cavanaugh (10 episódios) - Tammin Sursok como Jenna Marshall (7 episódios) - Lindsey Shaw como Paige McCullers (7 episódios) - Brant Daugherty como Noel Kahn (5 episódios) - Lulu Brud como Sabrina (5 episódios) - Huw Collins como Elliott Rollins / Archer Dunhill (5 episódios) - Chad Lowe como Byron Montgomery (1 episódio) - Holly Marie Combs como Ella Montgomery (1 episódio) | - Kara Royster como Yvonne Phillips (3 episódios) - Brendan Robinson como Lucas Gottesman (4 episódios) - Chloe Bridges como Sydney Driscoll (3 episódios) - Lesley Fera como Veronica Hastings (4 episódios) - Vanessa Ray como Charlotte DiLaurentis (4 episódios) - Shane Coffey como Holden Strauss (2 episódios) - Drew Van Acker como Jason DiLaurentis (2 episódios) - Rebecca Breeds como Nicole Gordon (2 episódios) - Nolan North como Peter Hastings (3 episódios) - Dre Davis como Sara Harvey (2 episódios) - Ava Allan como Addison Derringer (2 episódios) - John O'Brien como Arthur Hackett (3 episódios) - Jim Titus como Barry Maple (3 episódios) - Roma Maffia como Linda Tanner (2 episódios) - Meg Foster como Carla Grunwald (1 episódio) - David Coussins como Jordan Hobart (1 episódio) - Emma Dumont como Katherine Daly (1 episódio) - Roberto Aguire como Liam Greene (1 episódio) - Nia Peeples como Pam Fields (2 episódios) - Edward Kerr como Ted Wilson (1 episódio) - Julian Morris como Wren Kingston (2 episódios) - Torrey DeVitto como Melissa Hastings (1 episódio) - Mary Page Keller como Dianne Fitzgerald (1 episódio) - I. Marlene King como Fotógrafa do Casamento (1 episódio) |

Notas
- ↑[a]  Ao contrário das outras temporadas, Laura Leighton é apenas creditada apenas nos episódios em que aparece.

### Desenvolvimento do elenco
No dia após a final da sexta temporada, 16 de março de 2016, foi anunciado que Andrea Parker foi promovida ao elenco principal para a sétima temporada interpretando Mary Drake, irmã gêmea de Jessica DiLaurentis, mãe biológica de Charlotte DiLaurentis e tia de Alison e Jason.

## Episódios
| No. geral | No. | Título                               | Diretor(s)          | Escritor(s)                                                                               | Exibição             | Audiência (em milhões) |
| --- | --- | ------------------------------------ | ------------------- | ----------------------------------------------------------------------------------------- | -------------------- | ---------------------- |
| 141 | 1   | "Tick-Tock, Bitches"                 | Ron Lagomarsino     | I. Marlene King                                                                           | 21 de Junho de 2016  | 1.43                   |
| Após o sequestro chocante de Hanna por 'Uber A', as meninas e companhia correm desesperadamente contra o relógio para salvar uma de suas amigas. O único jeito de fazer isso é entregando evidências do verdadeiro assassino de Charlotte para 'Uber A'. Para fazer isso, as meninas precisam decidir quais linhas ruidosas elas estão dispostas a cruzar que elas nunca tinham violado antes; e uma vez que cruzarem essa linha, não há como voltar atrás. |     |                                      |                     |                                                                                           |                      |                        |
| 142 | 2   | "Bedlam"                             | Tawnia McKiernan    | Joseph Dougherty                                                                          | 28 de Junho de 2016  | 1.24                   |
| Com as consequências do sequestro de Hanna ainda pesando fortemente sobre as meninas, elas começam a desconfiar de Elliott Rollins quando a condição de Ali piora. A tensão aumenta entre Liam, Aria e Ezra conforme eles trabalham no livro juntos. Spencer e Caleb estão no limite, como nenhum deles quer falar sobre o estranho elefante na sala. Enquanto isso, Emily recebe um telefonema perturbador e tenta encontrar uma maneira de ver Ali. |     |                                      |                     |                                                                                           |                      |                        |
| 143 | 3   | "The Talented Mr. Rollins"           | Zetna Fuentes       | Jonell Lennon                                                                             | 5 de Julho de 2016   | 1.12                   |
| Ainda se recuperando do drama do sequestro de Hanna e seu destino sombrio, as meninas devem direcionar seu foco para outra delas. A fim de proteger Alison das ameaças de 'Uber A', elas entram em ação em uma chance de resgatá-la do hospital. No entanto, enquanto agem, elas cometem um erro fatal que muda tudo. |     |                                      |                     |                                                                                           |                      |                        |
| 144 | 4   | "Hit and Run, Run, Run"              | Michael Goi         | Maya Goldsmith                                                                            | 12 de Julho de 2016  | 1.26                   |
| As meninas tentam desesperadamente acobertar seu segredo, e em troca, acabam colocando em risco seus respectivos relacionamentos, ao deixar seus parceiros no escuro. Enquanto as consequências do beijo Haleb pesam sobre o relacionamento Spaleb, Spencer lida de maneiras que mais tarde possa se arrepender. Mona interfere no plano de acobertamento, pro bem ou pro mal. |     |                                      |                     |                                                                                           |                      |                        |
| 145 | 5   | "Along Comes Mary"                   | Norman Buckley      | Bryan M. Holdman                                                                          | 19 de Julho de 2016  | 1.17                   |
| Jenna volta à Rosewood e faz amizade com outra das inimigas das meninas, tornando-se a suspeita número um para 'Uber A' das meninas. Para sair do hospital psiquiátrico, Ali deve ser entregue aos cuidados de um parente, o que a deixa sob a tutela duvidosa de Mary Drake. Spencer pede a ajuda de Hanna para procurar Caleb. Aria e Emily dão de cara com um apartamento secreto que elas esperam que traga mais respostas. |     |                                      |                     |                                                                                           |                      |                        |
| 146 | 6   | "Wanted: Dead or Alive"              | Bethany Rooney      | Lijah J. Barasz                                                                           | 2 de Agosto de 2016  | 1.10                   |
| O departamento de polícia de Rosewood começa a desvendar o acobertamento das meninas, fazendo com que elas questionem a morte de Rollins completamente. Hanna lida com uma batalha interior sobre se deve ou não contar a verdade aos policiais, enquanto Ezria luta com um constrangimento em seu relacionamento. Jenna revela parte de sua trama e um novo parceiro com quem ela está tramando. Ali descobre que as meninas a entregaram como a assassina de Charlotte a fim de libertar Hanna, o que não termina bem. Enquanto isso, alguém é assassinado por jogar no time errado.                                                                                |     |                                      |                     |                                                                                           |                      |                        |
| 147 | 7   | "Original G'A'ngsters"               | Melanie Mayron      | Kateland Brown                                                                            | 9 de Agosto de 2016  | 1.16                   |
| Jason retorna à cidade para parar Ali de se aproximar muito de Mary. As meninas aprendem algo novo sobre Mary e Sra. DiLaurentis que as leva a um sótão cheio de pistas. Ezra recebe uma informação de alguém em seu passado que poderia mudar seu rumo. Noel Kahn fica mais e mais suspeito e sobe para o topo da lista de suspeitos para 'Uber A'. |     |                                      |                     |                                                                                           |                      |                        |
| 148 | 8   | "Exes and OMGs"                      | Kimberly McCullough | Charlie Craig                                                                             | 16 de Agosto de 2016 | 1.11                   |
| Emily tenta virar a treinadora de natação de Rosewood High, e acaba descobrindo que sua ex-namorada Paige também está querendo o emprego. Hanna é visitada por Sra. Grunwald após ela ter uma visão que as meninas estão em perigo. As meninas rastreiam o médico que fez o parto do bebê de Mary a fim de obter respostas. Ali decide voltar a trabalhar para ajudar a trazer alguma normalidade à sua vida novamente. |     |                                      |                     |                                                                                           |                      |                        |
| 149 | 9   | "The Wrath of Kahn"                  | Chad Lowe           | Jonell Lennon                                                                             | 23 de Agosto de 2016 | 1.09                   |
| Um das meninas age por conta própria para provar que Noel Kahn é 'Uber A', enquanto as outros tentam encontrar provas para apoiar a sua teoria e se preocupam com seu estado emocional. Emily inesperadamente busca conforto em Paige em seu momento de necessidade, o que provoca tensão em seus outros relacionamentos. Jason e Aria se juntam para dar uma olhada no passado de Mary e o que ela poderia estar escondendo. |     |                                      |                     |                                                                                           |                      |                        |
| 150 | 10  | "The DArkest Knight"                 | Arlene Sanford      | I. Marlene King & Maya Goldsmith                                                          | 30 de Agosto de 2016 | 1.33                   |
| As meninas enfrentam seus inimigos em uma luta caótica que acaba fatalmente. Uma das meninas descobre um segredo sobre seu passado que muda tudo enquanto outra descobre algo sobre o seu futuro que poderia alterar seu rumo para sempre. |     |                                      |                     |                                                                                           |                      |                        |
| 151 | 11  | "Playtime"                           | Chad Lowe           | Allyson N. Nelson & Joseph Dougherty                                                      | 18 de Abril de 2017  | 1.33                   |
| Spencer se concentra em aprender mais sobre sua conexão com Mary Drake, enquanto Aria e Ezra descobrem o que pode acontecer com seu futuro agora que Nicole está de volta à cena. Mona ajuda Hanna a fazer sua carreira de moda voltar aos trilhos, e Emily se esforça para equilibrar as coisas entre Ali e Paige agora que as três estão trabalhando em Rosewood High. Enquanto isso, 'A.D.' tem uma entrega especial para as meninas, uma que revela o jogo final. As garotas percebem que este último presente empurra as coisas para um novo nível. |     |                                      |                     |                                                                                           |                      |                        |
| 152 | 12  | "These Boots Were Made for Stalking" | Ron Lagomarsino     | Oliver Goldstick                                                                          | 25 de Abril de 2017  | 0.92                   |
| Emily bate de frente com a adolescente Addison, que parece ser uma nova versão da Ali do ensino médio, e quem pode estar conectada a uma inimiga familiar. Spencer confronta sua mãe sobre manter segredos de família. Aria conta à Holden sobre seu relacionamento com Ezra, enquanto Spencer busca o detetive Furey para pedir ajuda. E Jenna causa ainda mais problemas quando retorna para Rosewood com algumas dicas sobre Noel Kahn e eventos recentes. |     |                                      |                     |                                                                                           |                      |                        |
| 153 | 13  | "Hold Your Piece"                    | Marta Cunningham    | Bryan M. Holdman                                                                          | 2 de Maio de 2017    | 0.86                   |
| Hanna tem certeza de que Jenna é a culpada de um recente contratempo profissional e é forçada a envolver Caleb para resolver as coisas. Aria e Emily se juntam para investigar Sydney por mais informações sobre Jenna e sua conexão com 'A.D.' Spencer se aproxima do detetive Furey, enquanto Aria se contorce com sua situação atual com Ezra. A vez de Hanna no jogo é mais intensa do que ela esperava e traz consequências chocantes. |     |                                      |                     |                                                                                           |                      |                        |
| 154 | 14  | "Power Play"                         | Roger Kumble        | Lijah J. Barasz                                                                           | 9 de Maio de 2017    | 0.91                   |
| A vez de Ali no jogo a força a enfrentar uma grande decisão pessoal, tornada ainda mais difícil quando 'A.D.' faz Ali se lembrar de um trauma esquecido. Spencer tem uma devida longa conversa com seu pai sobre seus pecados passados e paradeiro recente. Emily continua a navegar em Rosewood High com ambas Ali e Paige, especialmente quando Ali chega a uma preocupante descoberta sobre sua gravidez, e Paige faz uma grande decisão. Aria continua a questionar o destino de seu relacionamento com Ezra e fica irritada com as provocações de 'A.D.' E, na busca por Mary Drake, Hanna e Spencer encontram um rosto familiar com um segredo chocante.        |     |                                      |                     |                                                                                           |                      |                        |
| 155 | 15  | "In the Eye Abides the Heart"        | Troian Bellisario   | Joseph Dougherty                                                                          | 23 de Maio de 2017   | 0.85                   |
| Depois de ser chantageada por 'A.D.', uma das meninas começa a fornecer informações para o lado sombrio, a fim de proteger aqueles mais próximos a ela. Detetive Furey questiona o quanto as meninas sabem sobre o que aconteceu com Archer Dunhill. Aria tenta dar um ultimato para Ezra em relação à Nicole, enquanto Emily se esforça para achar uma forma de apoiar Ali. Spencer vai elaborar comprimentos para se encontrar com Mary Drake e encontra Wren. Depois de aprender algo surpreendente sobre Lucas, Hanna tenta provar que seu amigo é inocente e descobre informações ainda mais preocupantes. E outra pessoa é trazida no segredo do jogo de 'A.D.' |     |                                      |                     |                                                                                           |                      |                        |
| 156 | 16  | "The Glove That Rocks the Cradle"    | Maya Goldsmith      | Paula Huziker                                                                             | 30 de Maio de 2017   | 0.90                   |
| Conforme detetive Furey está chegando perto de desvendar o que aconteceu com Archer Dunhill, as meninas se juntam para proteger uma delas. Hanna continua a se contorcer com a ideia de que Lucas pode estar conectado à 'A.D.' mesmo diante de mais evidências. Emily surpreende Ali com um gesto sincero que é desfeito pelas conspirações de 'A.D.'; E as garotas descobrem de onde a ideia para o jogo surgiu. |     |                                      |                     |                                                                                           |                      |                        |
| 157 | 17  | "Driving Miss Crazy"                 | Oliver Goldstick    | Francesca Rollins & Oliver Goldstick                                                      | 6 de Junho de 2017   | 0.97                   |
| Com Mona se metendo no jogo, Emily relutantemente se junta à ela para investigar. Ashley retorna a Rosewood para checar Hanna após descobrir uma informação espantosa e pergunta a Caleb quais são suas intenções com sua filha. Enquanto isso, a família de Spencer se recupera da última provocação de 'A.D.', deixando Spencer mais confusa do que nunca sobre quem confiar. Ezra percebe mudanças nas atitudes de Aria e teme que tenha a perdido; E as conspirações de 'A.D.' fazem Aria ter um pesadelo terrível. |     |                                      |                     |                                                                                           |                      |                        |
| 158 | 18  | "Choose or Lose"                     | Norman Buckley      | Charlie Craig                                                                             | 13 de Junho de 2017  | 0.96                   |
| O departamento de polícia de Rosewood fecha o cerco para as meninas, fazendo com que os entes queridos unam forças. A recente colaboração de Aria com 'A.D.' chama a atenção de uma fonte surpreendente. 'A.D.' presenteia as garotas com uma decisão com a intenção de criar uma rixa entre elas. Enquanto isso, todos tentam encontrar um pouco de felicidade antes que todo o inferno se solte. Toby volta a Rosewood, e Aria faz uma descoberta terrível. |     |                                      |                     |                                                                                           |                      |                        |
| 159 | 19  | "Farewell, My Lovely"                | Joseph Dougherty    | Joseph Dougherty                                                                          | 20 de Junho de 2017  | 0.83                   |
| Convencidas de que sabem quem é 'A.D.', as meninas se preparam para um confronto. Spencer, Hanna e Caleb se juntam para investigar e descobrem novas informações sobre a morte de Charlotte. Enquanto isso, Mary Drake volta com um presente para Spencer e Alison. |     |                                      |                     |                                                                                           |                      |                        |
| 160 | 20  | "Till Death Do Us Part"              | I. Marlene King     | História por : I. Marlene King & Kyle Bown Roteiro por : I. Marlene King & Maya Goldsmith | 27 de Junho de 2017  | 1.41                   |
| Sete temporadas de segredos vêm transbordando na final de duas horas da série. |     |                                      |                     |                                                                                           |                      |                        |

## Especiais
| No. | Título              | Narrador                                          | Exibido após            | Exibição (US — BR)  | Audência (em milhões) |
| --- | ------------------- | ------------------------------------------------- | ----------------------- | ------------------- | --------------------- |
| 1 | "A-List Wrap Party" | I. Marlene King e o Elenco de Pretty Little Liars | "Till Death Do Us Part" | 27 de junho de 2017 | 0.62                  |
| A showrunner I. Marlene King e as mentirosas se sentam para uma hora sem barreiras e sem censura em um tell-all após o final da série para discutir todos os segredos firmemente mantidos da série, visitas aos bastidores e melhores momentos. |                     |                                                   |                         |                     |                       |

## Produção
A sétima temporada foi encomendada junto com a sexta temporada em 10 de junho de 2014, logo antes do episódio de estreia da quinta temporada ter ido ao ar. Com a renovação, Pretty Little Liars se tornou a produção de maior duração da Freeform, ultrapassando The Secret Life of the American Teenager. A temporada consistirá em 20 episódios, com 10 deles sendo transmitidos em 2016 e o resto em 2017. Charlie Craig, que trabalhou como escritor/consultor de produção na segunda temporada, voltará para a sétima temporada como produtor executivo/co-showrunner. A produção e filmagens no fim de março de 2016. I. Marlene King revelou no Twitter que o título da estreia da temporada é "Tick-Tock, Bitches". Foi anunciado que Troian Bellisario dirigirá um episódio da 7ª temporada.

### Última Temporada
A sétima temporada havia sendo especulada por fãs, pelo elenco e pela equipe da série a ser a última temporada de Pretty Little Liars desde que a série foi renovada para duas temporadas adicionais. Durante uma entrevista para o BuzzFeed, Troian Bellisario disse: "Este é o início do fim. Mas a melhor parte sobre estes dois últimos anos é que, como é o começo do fim, nós podemos realmente começar a contar a história que temos esperado para contar por um longo tempo." Em relação ao término da série, Lucy Hale disse ao E! News que "sete temporadas irão definitivamente encerrar o show." A showrunner I. Marlene King, durante uma entrevista ao TVLine, comentou: "Nós temos história o suficiente para nos levar até o final da sétima temporada, e nós iremos deixar os fãs nos contarem se eles estão prontos para dizer adeus a esse mundo e esses personagens." Ela confirmou estar aberta para uma oitava temporada e um filme.
Comentando sobre o salto de cinco anos ocorrido na segunda parte da sexta temporada, King disse: "Eu acho que essa história acabará próximo ano ao final da sétima temporada." Ela mais tarde afirmou no Twitter que o enredo da segunda parte da sexta temporada terá seu fim no final da sétima temporada, mas não significará que a série terminará após. Após várias especulações sobre o fim da série, no dia antes da final da primeira parte da temporada ir ao ar, foi anunciado por I. Marlene King e as protagonistas da série que Pretty Little Liars terminará após a sétima temporada.